# Allan Thybell
Karl Allan Thybell, född 19 juni 1909 i Askers församling, Örebro län, död 1998, var en svensk journalist, präst samt skönlitterär och lokalhistorisk författare. Han hade en bred läsekrets och hans böcker såldes i stora upplagor. 
Mikael Mogren har berättat om den uppskattning Thybells föredrag och församlingsaftnar rönte bland pensionärer i Närke under 1970- och 80-talen. ”Thybell talade rakt in i människors hjärtan.” 
Under 25 år var han anställd vid Nerikes Allehanda. Han prästvigdes 1961 och var komminister i Visnums-Kils församling och Värmlands Säby, senare kyrkoherde i Nordmarks församling i Värmland.